# Cantonul Creil-Sud
Cantonul Creil-Sud este un canton din arondismentul Senlis, departamentul Oise, regiunea Picardia, Franța.

## Comune
| Comune | Populație (1999) | Cod poștal | Cod INSEE |
| ------ | ---------------- | ---------- | --------- |
| Creil  | 30 675 (1)       | 60100      | 60175     |